# Historia de las Islas Pitcairn

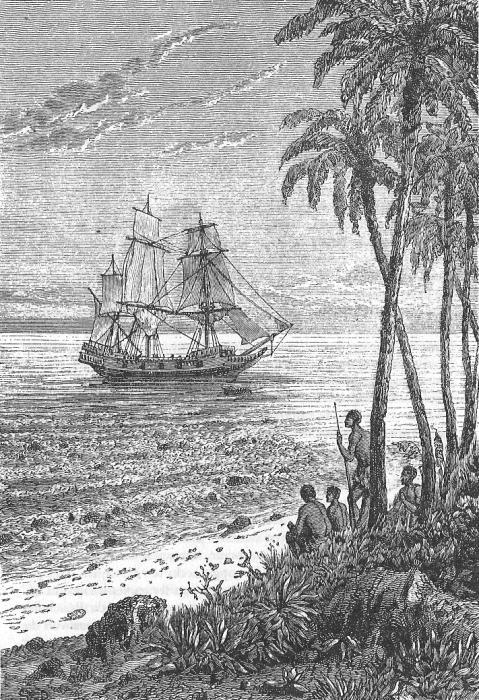
Imagen decimonónica del Bounty.

## Pitcairn antes delBounty
Cuando los amotinados del Bounty llegaron a Pitcairn, la isla estaba deshabitada. Sin embargo, encontraron los restos de una cultura polinesia anterior que se había extinguido. Los arqueólogos creen que la isla estuvo habitada por polinesios desde el siglo XI hasta el XV. Estos primeros habitantes pueden haber establecido una relación comercial con la isla de Mangareva, 400 km al oeste, en la cual intercambiaban comida por rocas de alta calidad y cristal volcánico, disponible en Pitcairn. No está claro por qué desapareció esta sociedad, pero probablemente tuvo que ver con la deforestación de Mangareva y el subsiguiente declive de su cultura; Pitcairn no podía mantener una población numerosa si sus relaciones comerciales desaparecían.
Por ello la isla estaba deshabitada cuando fue descubierta para España por el navegante portugués Pedro Fernández de Quirós. Fue redescubierta por los británicos en 1767, y nombrada así por el primer tripulante que vio la isla.

## El motín delBountyy la colonización de Pitcairn
El 15 de enero de 1790 los amotinados del Bounty y sus rehenes tahitianos llegaron a la isla. El grupo estaba formado por Fletcher Christian y otros ocho amotinados del Bounty: Ned Young, John Adams, Matthew Quintal, William McCoy, William Brown, Isaac Martin, John Mills y John Williams. Junto con ellos iban seis hombres y doce mujeres de Tahití, así como una bebé tahitiana llamada Sally, hija de una de las mujeres, quien posteriormente se convertiría en una persona respetada en la comunidad. Los colonos lo sacaron todo del Bounty y quemaron el barco para destruir cualquier rastro de su existencia. Los restos del Bounty aún son visibles bajo el agua en la Bahía de Bounty.
Aunque los isleños aprendieron a sobrevivir bastante bien a base de la agricultura y la pesca, la violencia y las enfermedades causaron muchos problemas. Gran parte de esta violencia era causada por algunos de los amotinados y de los tahitianos que pretendían a las mismas mujeres, pues el número de mujeres era inferior al de hombres. Dos de las mujeres murieron en accidentes en 1790, lo cual agravó el problema. Otro problema fue que cuando la tierra fue dividida entre las familias, los hombres tahitianos no recibieron nada y fueron tratados como esclavos por algunos de los amotinados, en particular por Williams y McCoy. Dos de los tahitianos fueron asesinados por otro de ellos, siguiendo una orden de los amotinados. La violencia llegó a su punto máximo un día de septiembre u octubre de 1793, cuando los cuatro tahitianos restantes intentaron masacrar a los amotinados. Martin, Christian, Mills, Brown y Williams murieron. Sin embargo, poco después los tahitianos empezaron a pelear entre sí. Uno murió durante esta pelea, otro fue asesinado por una de las mujeres, otro por Quintal y McCoy y el último por Young. Este asesinato de casi la mitad de la población de la isla cambió dramáticamente esta sociedad. Pronto los hijos de los amotinados con sus esposas causaron que las mujeres y los niños fueran mucho más numerosos que los hombres. Las mujeres empezaron a sentirse insatisfechas y a intentar abandonar la isla; al no poder, intentaron asesinar a los hombres, pero finalmente consiguieron reconciliarse.
Young y Adams, quienes pronto empezaron a asumir el liderazgo de la comunidad y ayudaron a las mujeres y los niños tanto como podían, empezaron a distanciarse de Quintal y McCoy, sobre todo después de que McCoy descubriera cómo elaborar alcohol a partir de una planta de la isla. McCoy se suicidó borracho en 1798, y Quintal fue asesinado por Adams y Young en 1799 después de que intentara asesinar a toda la comunidad. Poco después, Young y Adams empezaron a interesarse en el cristianismo, y Young enseñó a Adams a leer usando la biblia del Bounty. Tras la muerte de Young por asma en 1800, John Adams fue el único amotinado que quedaba vivo en Pitcairn. Aparentemente, varios barcos descubrieron la isla durante los años 1790, y uno de ellos incluso desembarcó para recoger cocos, pero no se encontraron con la comunidad de pitcairneses. Su primer contacto con un barco extranjero tuvo lugar en 1808 cuando un barco estadounidense, el "Topaz" comandado por Mayhew Folger, desembarcó en la isla. El capitán y su tripulación estaban impresionados con la comunidad. Informaron a Adams y la creciente población de mujeres y niños sobre lo que había ocurrido en el mundo en esos veinte años, y prometieron contar al mundo lo que les había ocurrido. Para este tiempo, Adams había establecido una escuela para los niños de la isla, en la cual la enseñanza del cristianismo era una parte importante. Adams era llamado "padre" por todos los miembros de la comunidad.

## Nuevos contactos con el resto del mundo
En 1814 la Armada Británica descubrió la existencia de la colonia. Los isleños les causaron una gran impresión positiva y sintieron que sería "un acto de gran crueldad e inhumanidad" arrestar a John Adams.
Los pitcairneses empezaron a recibir visitas más frecuentes de barcos. Durante los años 1820, tres aventureros británicos llamados John Buffett, John Evans y George Nobbs se establecieron en la isla y se casaron con hijas de los amotinados. Tras la muerte de Adams en 1829, surgió un vacío de poder. Nobbs, un veterano de las Armadas chilena y británica fue elegido sucesor de Adams, pero Buffett y Thursday October Christian (el hijo de Fletcher y el primer niño nacido en la isla) fueron también importantes líderes en esta época. En 1831, los isleños abandonaron temporalmente Pitcairn para trasladarse a Tahití, pero volvieron seis meses después al no lograr acostumbrarse a su nuevo hogar, y una docena de personas, incluyendo Thursday October Christian, cayeron enfermos y murieron. Los isleños estaban cada vez más faltos de un líder, pues el alcoholismo se convirtió en un grave problema y Nobbs no conseguía apoyo suficiente en la comunidad. En 1832, un aventurero llamado Joshua Hill, afirmando ser un agente del Reino Unido, llegó a la isla y fue escogido líder, proclamándose Presidente de la Comunidad de Pitcairn. Ordenó que Buffett, Evans y Nobbs fueran exiliados, prohibió el alcohol y dictó prisión para las infracciones más nimias. Finalmente, fue expulsado de la isla en 1838, y un capitán de navío británico ayudó a los isleños a redactar un código de leyes. Los isleños establecieron un sistema en el cual elegirían un jefe magistrado cada año como líder de la isla. Otra posición importante era la de maestro de la escuela, doctor y pastor. Nobbs, sin embargo, fue el líder real de la isla.
En 1838, Pitcairn se convirtió en la primera colonia británica del Pacífico y en el primer país en otorgar a las mujeres el derecho al voto. A mediados de los años 1850, la comunidad de Pitcairn empezaba a superpoblar la isla, por lo cual pidieron ayuda a la Reina Victoria. Ella les ofreció la Isla Norfolk y el 3 de mayo de 1856, la comunidad completa de 193 personas puso rumbo a Norfolk a bordo del Morayshire. Llegaron el 8 de junio tras un penoso viaje de cinco semanas. Sin embargo, tras 18 meses, 17 de los trasladados volvieron a Pitcairn y cinco años después otros 27. Mientras la isla estuvo deshabitada, varios barcos visitaron la isla y vandalizaron la tumba de John Adams. La isla estuvo incluso a punto de ser anexionada por Francia, cuyo gobierno no sabía que la isla estaba habitada. George Nobbs y John Buffett permanecieron en la Isla Norfolk. Para este tiempo, la familia estadounidense Warren se había establecido también en Pitcairn. Durante los años 1860 se prohibió la inmigración a la isla. En 1886, la mayor parte de los isleños abandonaron la Iglesia de Inglaterra y se convirtieron a la Iglesia Adventista del Séptimo Día después de recibir libros de ese grupo religioso. Los misioneros llegaron a la isla unos años después, y la conversión de una comunidad entera se convirtió en una gran arma propagandística para ese credo. Líderes importantes de Pitcairn durante este tiempo fueron Thursday October Christian II, Simon Young y James Russell McCoy. McCoy, que fue enviado a Inglaterra a estudiar de pequeño, pasó gran parte de su vida posterior en viajes como misionero. En 1887, el Reino Unido de Gran Bretaña e Irlanda se anexionó oficialmente la isla, que fue puesta bajo la jurisdicción de los gobernadores de Fiyi.

## Acontecimientos recientes
Durante el siglo XX, la mayor parte de los magistrados han sido de las familias Christian y Young, y el contacto con el mundo exterior siguió aumentando. En 1970 los altos comisionados británicos de Nueva Zelanda pasaron a ser gobernadores de Pitcairn. Desde abril de 2006 el gobernador ha sido George Fergusson. En 1999 el puesto de jefe magistrado fue reemplazado por el de alcalde. Otro cambio en la comunidad ha sido el declive de la iglesia adventista, que hoy solo posee ocho adeptos regulares.
Tras un pico de población de 233 en 1937, la isla sufre de continua emigración, principalmente a Nueva Zelanda, que ha hecho reducir la población hasta 47 (datos de octubre de 2004).
Actualmente, la existencia de la colonia se está viendo amenazada por el descubrimiento de una larga tradición de abusos sexuales a las niñas de edades desde 10 y 11 años. El 30 de septiembre de 2004, siete hombres residentes en Pitcairn más seis residentes fuera, fueron sometidos a juicio por 55 cargos por delitos sexuales. Entre los acusados estaban Steve Christian, alcalde de Pitcairn, quien se enfrentaba a varios cargos de violación, abusos deshonestos y abusos de menores. El 25 de octubre de 2004, seis hombres fueron inculpados, incluyendo a Steve Christian. Un séptimo, el antiguo magistrado de la isla Jay Warren, fue absuelto.

## ElBountyen la cultura popular
Se han hecho versiones literarias y cinematográficas sobre el motín del Bounty; entre ellas:

### Literatura
- Julio Verne publicó en 1879 un cuento corto: Los amotinados del Bounty (Les révoltés de la Bounty). El texto original fue escrito por Gabriel Marcel (1843-1909), un geógrafo de la Biblioteca Nacional de París. El trabajo de Julio Verne fue de corrección. De acuerdo a la información disponible en un documento fechado el 27 de julio de 1879, Verne compró todos los derechos por unos 300 francos.
- Otra versión literaria es Trilogía del Bounty, de C. Nordhoff y J. N. Hall, 1932-1934.
- Existe una versión literaria con una exhaustiva revisión histórica por Caroline Alexander. "La Bounty: la verdadera historia del motín de la Bounty". En castellano Ed. Planeta 2005 ISBN 84-08-05392-2
- La última adaptación literaria fue escrita en 2008, y se titula: Motín en la Bounty, de John Boyne.

### Cine
- La primera versión sobre el evento es la película muda australiana The Mutiny of the Bounty, dirigida por Raymond Longford en 1916.[1]
- La segunda versión, también australiana, es In the Wake of the Bounty, film dirigido por Charles Chauvel en 1933 y protagonizado por Errol Flynn[2] en su primera aparición ante las cámaras.[3]
- La tercera versión, primera estadounidense y de mayor difusión internacional, es Mutiny on the Bounty (1935), basada en las novelas de Nordhoff y Hall. Dirigida por Frank Lloyd y protagonizada por Charles Laughton y Clark Gable.[4] Fue estrenada en España como Rebelión a bordo.
- La cuarta versión, más conocida, es Mutiny on the Bounty (1962), dirigida por Lewis Milestone y protagonizada por Marlon Brando, Trevor Howard y Richard Harris. Su argumento está igualmente basado en las novelas de Nordhoff y Hall.[5]
- La quinta y más reciente es The Bounty (1984), dirigida por Roger Donaldson y protagonizada por Anthony Hopkins, Mel Gibson, Laurence Olivier, Liam Neeson y Daniel Day-Lewis.[6]
- En la película Star Trek IV: Misión: salvar la Tierra, hay una referencia hacia este velero, cuando la tripulación rebautiza la nave Klingon con la que vuelven de Vulcano a la Tierra con el nombre de "HMS Bounty".[7]

### Televisión
- La historia del Bounty es contada en el capítulo de Los Simpson "The Wettest Stories Ever Told".